# Lijst van gemeentelijke monumenten in Rotterdam Noord
Het stadsdeel Rotterdam-Noord kent 51 gemeentelijke monumenten:
| Object | Bouwjaar                    | Architect | Locatie                                     | Coördinaten                   | Nr.         | Afbeelding                                                                                          |
| --- | --------------------------- | --- | ------------------------------------------- | ----------------------------- | ----------- | --------------------------------------------------------------------------------------------------- |
| Synagoge | 1951                        | | A.B.N. Davidsplein 2-4                      | 51° 55' 35" NB, 4° 27' 35" OL | 0599/E-209  | Meer afbeeldingen                                                                                   |
| Abraham Kuyperlaan Complex, Abraham Kuyperlaan Complex Woningbouw Bergpolder                                                                             | 1934, 1934-1935             | Granpr Molire, M.J.Verhagen, P.Kok, A.J.Th., Granpré Molière, M.J., Bureau Granpré Molière, Verhagen en Kok, Verhagen, P. | Abraham Kuyperlaan 27-43                    | 51° 56' 7" NB, 4° 27' 57" OL  | 0599/C-202d | Abraham Kuyperlaan Complex, Abraham Kuyperlaan Complex Woningbouw Bergpolder                        |
| Woonhuis Gestel, Woonhuis Woonhuis Gestel | 1939, 1937-1939             | Broek, J.H. van den | Bentincklaan 23                             | 51° 55' 35" NB, 4° 27' 33" OL | 0599/E-002  | Woonhuis Gestel, Woonhuis Woonhuis Gestel                                                           |
| oorspronkelijk gebouwd als 4e gemeentelijke Hoogere Burger School (H.B.S.); werd daarna Van 't Hoff Instituut; thans Islamitische Universiteit Rotterdam | laatste kwart 1921 t/m 1923 | Walter Dahlen, destijds architect bij Gemeentewerken Rotterdam                                                            | Bergsingel 135                              | 51° 56' 6" NB, 4° 28' 10" OL  | 0599/E-215  | Meer afbeeldingen                                                                                   |
| Gereformeerde Bergsingelkerk | 1913                        | Kuipers, Tj. | Bergsingel 150-152                          | 51° 56' 9" NB, 4° 28' 13" OL  | 0599/E-118  | Meer afbeeldingen                                                                                   |
| Herenhuis | 1890 (ca)                   | | Bergweg 183                                 | 51° 56' 11" NB, 4° 28' 36" OL | 0599/C-232a | Herenhuis                                                                                           |
| Herenhuis | 1890 (ca)                   | | Bergweg 185                                 | 51° 56' 11" NB, 4° 28' 35" OL | 0599/C-232b | Herenhuis                                                                                           |
| Herenhuis | 1890                        | | Bergweg 187                                 | 51° 56' 10" NB, 4° 28' 35" OL | 0599/C-232c | Herenhuis                                                                                           |
| Station Rotterdam-Noord | 1940 (ca)-1953              | Ravesteyn, S. van | Bergweg 4-8                                 | 51° 56' 32" NB, 4° 28' 53" OL | 0599/E-222  | Meer afbeeldingen                                                                                   |
| Abraham Kuyperlaan Complex, Abraham Kuyperlaan Complex Woningbouw Bergpolder                                                                             | 1934, 1934-1935             | Granpr Molire, M.J.Verhagen, P.Kok, A.J.Th., Granpré Molière, M.J., Bureau Granpré Molière, Verhagen en Kok, Verhagen, P. | Borgesiusstraat 2-76                        | 51° 56' 10" NB, 4° 27' 53" OL | 0599/C-202a | Abraham Kuyperlaan Complex, Abraham Kuyperlaan Complex Woningbouw Bergpolder                        |
| Abraham Kuyperlaan Complex Woningbouw Bergpolder | 1934, 1934-1935             | Granpré Molière, M.J., Bureau Granpré Molière, Verhagen en Kok, Verhagen, P.                                              | Dr. De Visserstraat 1-15                    | 51° 56' 13" NB, 4° 27' 56" OL | 0599/C-202f | Abraham Kuyperlaan Complex Woningbouw Bergpolder                                                    |
| Abraham Kuyperlaan Complex | 1934                        | | Dr. De Visserstraat 17-37                   | 51° 56' 12" NB, 4° 27' 57" OL | 0599/C-202e | Abraham Kuyperlaan Complex                                                                          |
| Dresselhuysbrug | 1925 (ca)                   | | Dresselhuysbrug                             | 51° 55' 45" NB, 4° 27' 38" OL | 0599/E-211  | Meer afbeeldingen                                                                                   |
| Abraham Kuyperlaan Complex Woningbouw Bergpolder | 1934, 1934-1935             | Granpré Molière, M.J., Bureau Granpré Molière, Verhagen en Kok, Verhagen, P.                                              | Fransen van de Puttestraat 1-85             | 51° 56' 11" NB, 4° 27' 54" OL | 0599/C-202c | Abraham Kuyperlaan Complex Woningbouw Bergpolder                                                    |
| Abraham Kuyperlaan Complex Woningbouw Bergpolder | 1934, 1934-1935             | Granpré Molière, M.J., Bureau Granpré Molière, Verhagen en Kok, Verhagen, P.                                              | Fransen van de Puttestraat 2-96             | 51° 56' 11" NB, 4° 27' 55" OL | 0599/C-202b | Abraham Kuyperlaan Complex Woningbouw Bergpolder                                                    |
| Heilige Geesthuis | 1898, 1897-1898             | Verheul, J. Zn., Verheul Dzn., J.                                                                                         | Gerard Scholtenstraat 129                   | 51° 56' 5" NB, 4° 28' 34" OL  | 0599/E-217  | Heilige Geesthuis                                                                                   |
| | 1922                        | | Hammerstraat 51-121                         | 51° 56' 18" NB, 4° 28' 56" OL | 0599/E-229  | |
| Evangelisch-Lutherse Andreaskerk | 1940 (ca)                   | | Heer Vrankestraat 51-53                     | 51° 56' 26" NB, 4° 28' 52" OL | 0599/E-220  | Evangelisch-Lutherse Andreaskerk                                                                    |
| Kerkgebouw 'De Christengemeenschap', Kerkgebouw | 1965                        | | Lumeystraat 33-35                           | 51° 55' 39" NB, 4° 27' 46" OL | 0599/E-213  | Kerkgebouw 'De Christengemeenschap', Kerkgebouw                                                     |
| Algemene Rotterdamse Roeivereniging 'Skadi', Roeivereniging 'Skadi' Clubgebouw Roeivereniging Skadi                                                      | 1968, 1967-1968             | Lelieveldt, J.A. | Noorderkanaalweg 20-22                      | 51° 56' 26" NB, 4° 28' 25" OL | 0599/E-216  | Algemene Rotterdamse Roeivereniging 'Skadi', Roeivereniging 'Skadi' Clubgebouw Roeivereniging Skadi |
| | 1930                        | | Noordplein 1-71                             | 51° 55' 52" NB, 4° 29' 8" OL  | 0599/C-218a | |
| Noordelijk rioolgemaal Gemaal Noordplein | 1923-1924                   | Anoniem | Noordplein 93                               | 51° 55' 52" NB, 4° 29' 5" OL  | 0599/E-219  | Meer afbeeldingen                                                                                   |
| Zomerhofbrug, Zomerhofbrug | 1888                        | | Noordsingel (bij Zomerhofbrug)              | 51° 55' 48" NB, 4° 28' 49" OL | 0599/E-226  | Meer afbeeldingen                                                                                   |
| Boomtakkenbrug, Boomtakkenbrug | 1896                        | | Noordsingel (Burgemeester Roosbrug)         | 51° 55' 51" NB, 4° 28' 41" OL | 0599/E-228  | Meer afbeeldingen                                                                                   |
| Brandgrenspand | 1875 (ca)                   | | Noordsingel 103-105                         | 51° 55' 52" NB, 4° 28' 41" OL | 0599/E-230  | Brandgrenspand                                                                                      |
| Brandgrenspand |                             | | Noordsingel 70                              | 51° 55' 48" NB, 4° 28' 45" OL | 0599/C-277k | Meer afbeeldingen                                                                                   |
| Brandgrenspand |                             | | Noordsingel 94                              | 51° 55' 49" NB, 4° 28' 42" OL | 0599/C-277j | Meer afbeeldingen                                                                                   |
| Kerkgebouw Heilige Familie | 1927                        | | Nootdorpstraat 4-6                          | 51° 56' 2" NB, 4° 28' 12" OL  | 0599/C-214a | Kerkgebouw Heilige Familie                                                                          |
| Muziektent, Muziekpaviljoen | 1900 (ca)                   | | Pijnackerplein (Bij 49 Muziekpaviljoen)     |                               | 0599/E-224  | Muziektent, Muziekpaviljoen                                                                         |
| Kerkbrug, Brug | 1925                        | | Provenierstraat                             | 51° 55' 38" NB, 4° 28' 22" OL | 0599/E-231  | Meer afbeeldingen                                                                                   |
| Gevelbord uit 1885 | 1898                        | | Raephorststraat 2                           | 51° 56' 9" NB, 4° 29' 11" OL  | 0599/E-223  | Gevelbord uit 1885                                                                                  |
| Brandgrenspand |                             | | Roo-Valkstraat 26                           | 51° 55' 43" NB, 4° 28' 27" OL | 0599/C-277h | Meer afbeeldingen                                                                                   |
| Raad van Arbeid | 1935 (ca)                   | Lockhorst Hooijkaas, B.                                                                                                   | Schepenstraat 100                           | 51° 55' 40" NB, 4° 27' 50" OL | 0599/E-208  | Raad van Arbeid                                                                                     |
| Prinsekerk , Hervormde Kerk | 1932                        | Meischke, M.A.C. Schmidt, P.                                                                                              | Schepenstraat 67-69                         | 51° 55' 45" NB, 4° 27' 55" OL | 0599/C-002a | Meer afbeeldingen                                                                                   |
| Prinsekerk (Kosterswoning) | 1932, 1932-1933             | Meischke, M.A.C.; Schmidt, P., Meischke, J.C., Schmidt, P.                                                                | Schepenstraat 71                            | 51° 55' 44" NB, 4° 27' 54" OL | 0599/C-002b | Prinsekerk (Kosterswoning)                                                                          |
| Kantoorgebouw 'De Vooruitgang', Kantoorgebouw 'De Vooruitgang'                                                                                           | 1946                        | | Schiekade 14                                | 51° 55' 51" NB, 4° 28' 14" OL | 0599/E-201  | Kantoorgebouw 'De Vooruitgang', Kantoorgebouw 'De Vooruitgang'                                      |
| Woonhuis Woonhuis Stolk | 1906                        | Verheul, J. Zn, Verheul Dzn., J.                                                                                          | Schiekade 73                                | 51° 55' 44" NB, 4° 28' 21" OL | 0599/E-030  | Woonhuis Woonhuis Stolk                                                                             |
| Vm. Kantoor De Nationale, Kantoorgebouw Nationale Levensverzekeringsbank                                                                                 | 1942, 1941-1949             | Nieuwenhuyzen, A.A. van, C. Elffers                                                                                       | Schiekade 830                               | 51° 55' 41" NB, 4° 28' 31" OL | 0599/E-116  | Vm. Kantoor De Nationale, Kantoorgebouw Nationale Levensverzekeringsbank                            |
| Montessorilyceum | 1951, 1955-1960             | Stokla, J.M., Van den Broek en Bakema                                                                                     | Schimmelpenninckstraat 17                   | 51° 55' 29" NB, 4° 27' 35" OL | 0599/E-212  | Montessorilyceum                                                                                    |
| Statenbrug | 1925 (ca)                   | | Statenbrug                                  |                               | 0599/E-203  | Statenbrug                                                                                          |
| Gemaal | 1935 (ca)                   | | Statensingel (Bij 109 Gemaal)               |                               | 0599/E-207  | Gemaal                                                                                              |
| | 1935 (ca)                   | | Statensingel 165-171                        | 51° 55' 40" NB, 4° 27' 27" OL | 0599/C-204b | |
| | 1935 (ca)                   | | Statensingel 185-193                        | 51° 55' 37" NB, 4° 27' 23" OL | 0599/C-204a | |
| Telefoonkabelhuisje | 1900 (ca)                   | | Teilingerstraat (Bij .. 8-hoekig gebouwtje) |                               | 0599/E-227  | Telefoonkabelhuisje                                                                                 |
| Brandgrenspand |                             | | Teilingerstraat 16                          | 51° 55' 49" NB, 4° 28' 40" OL | 0599/C-277i | Meer afbeeldingen                                                                                   |
| Brandgrenspand |                             | | Teilingerstraat 83                          | 51° 55' 42" NB, 4° 28' 30" OL | 0599/C-277g | Meer afbeeldingen                                                                                   |
| Van Aerssenbrug | 1925 (ca)                   | | van Aerssenbrug                             | 51° 55' 36" NB, 4° 27' 16" OL | 0599/E-210  | Meer afbeeldingen                                                                                   |
| Van Beuningenbrug | 1925 (ca)                   | | van Beuningenbrug                           | 51° 55' 43" NB, 4° 27' 31" OL | 0599/E-206  | Meer afbeeldingen                                                                                   |
| Pastorie Heilige Familie | 1927                        | Cuypers, Jos en Pierre | Veurstraat 1                                | 51° 56' 1" NB, 4° 28' 14" OL  | 0599/C-214b | Pastorie Heilige Familie                                                                            |
| Woningblok Zwaanshals | 1930, 1930-1931             | Hoogeveen, Cornelis, Keyns, L.                                                                                            | Woelwijkstraat 1-11                         | 51° 55' 56" NB, 4° 29' 10" OL | 0599/C-218b | Woningblok Zwaanshals                                                                               |
| | 1900 (ca)                   | | Zwaanshals 260                              | 51° 56' 2" NB, 4° 29' 11" OL  | 0599/E-221  | |